# Cordia sericicalyx
Cordia sericicalyx är en strävbladig växtart som beskrevs av A. Dc.. Cordia sericicalyx ingår i släktet Cordia, och familjen strävbladiga växter. Inga underarter finns listade i Catalogue of Life.